# 吾妻謙 (仙台藩)

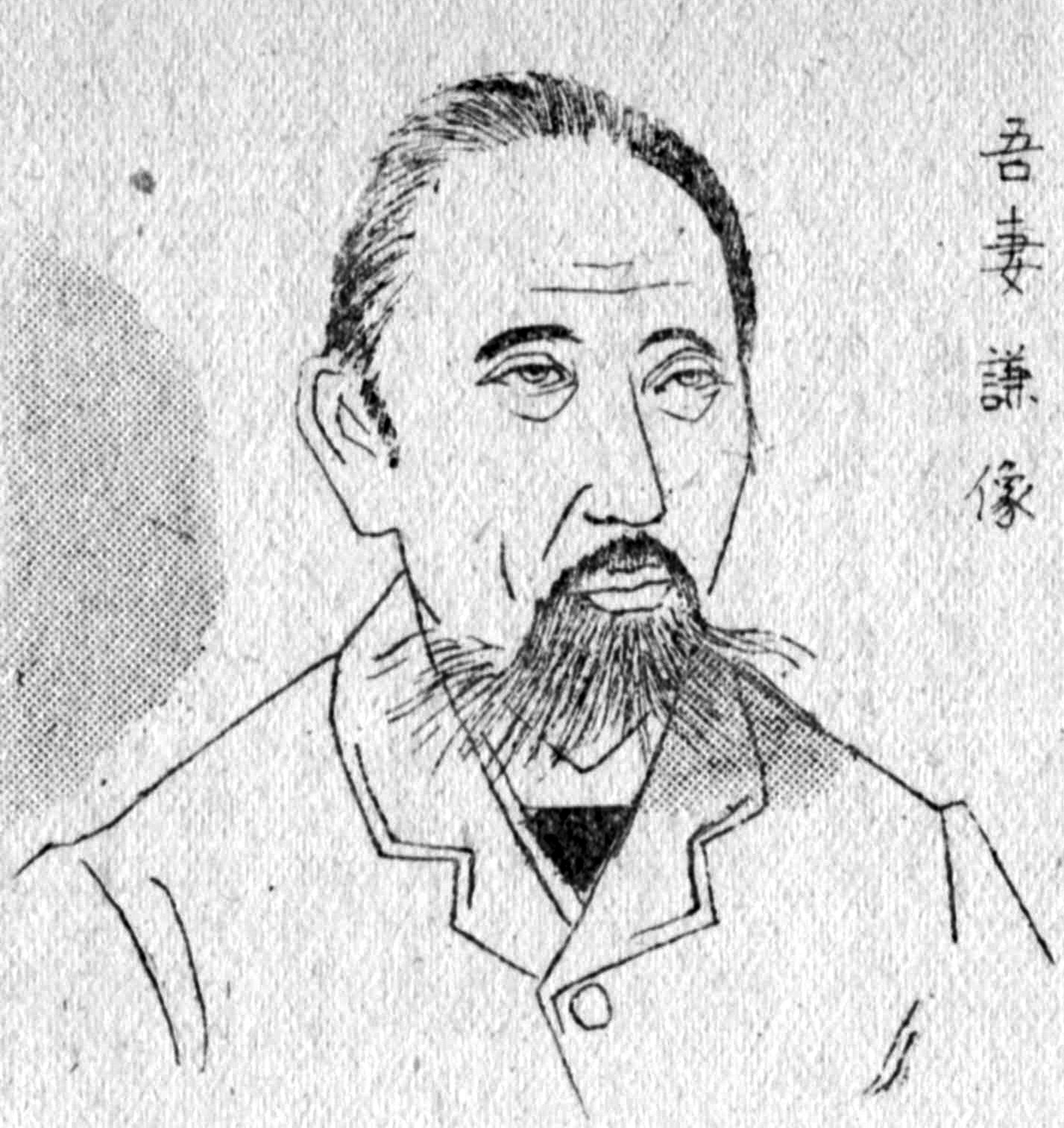
吾妻謙

吾妻 謙（あがつま ゆづる、1844年〈天保15年11月〉 - 1889年〈明治22年〉5月18日）は、仙台藩重臣（一門）岩出山伊達家の家老で、伊達邦直の家臣（陪々臣）。通称は五左衛門、号は蘇山。
初代当別村戸長を務め、町の基礎を築いた功労により、北海道神宮末社・開拓神社に祀られている。また、本庄陸男の小説『石狩川』の主人公のモデルにもなった。

## 経歴
戊辰戦争の敗北後、岩出山伊達家は石高が14000石から65石へと激減し、深刻な財政難に陥った。この苦境を打破するため家老の吾妻は北海道開拓を進言し、1868年（明治元年）に領主・邦直から開拓幹事・兼・開拓主事に任じられた。しかし、仙台藩には移住への反対者も多く、吾妻は東京弁官所へ申請に出向いたところを捕縛され、東京の藩邸に監禁されてしまう。
翌1869年（明治2年）に政府から北海道移住の許可が下り、邦直が藩に働きかけたことでようやく吾妻は解放される。
第1回の入植が行われたのは、1871年（明治4年）3月のことだった。しかしたどり着いた厚田村聚富は農耕に適さない荒地であり、吾妻はより肥沃な土地を捜し求めることになる。結果として開拓使から当別の土地を借り受けることができたものの、その時点ですでに資金が尽きていたため、開拓使出張所の工事を請け負うことで糊口をしのがざるを得なかった。同年秋、吾妻は後続の移住者を募るため岩出山に戻ったが、汽船の調達に東京を訪れたところ、またしても旧仙台藩士に狙われるということもあった。
北海道での生活は苦しく、札幌の屯田兵村を訪れた際は「当別の乞食侍」と罵られたが、吾妻は相手を一喝して平伏させている。
1889年（明治22年）5月18日の夜中、突然の脳溢血によって死去。享年47。墓所は当別町東裏墓地。
1915年（大正4年）、従五位を追贈された。